# The Last Tycoon
The Last Tycoon is een Amerikaanse romantische dramafilm uit 1976 van regisseur Elia Kazan en is gebaseerd op het gelijknamige boek van F. Scott Fitzgerald. Robert De Niro, Jeanne Moreau en Robert Mitchum vertolkten de hoofdrollen. Het is de laatste film die Elia Kazan regisseerde.

## Verhaal
Monroe Stahr is een jonge, talentvolle Hollywood-producent. Hij heeft de touwtjes stevig in handen en durft de nodige risico's te nemen. Op een dag wordt hij verliefd op Kathleen Moore en probeert hij haar terug te vinden om zo een plaats in haar hart te veroveren. Samen brengen ze een nacht door in zijn onafgewerkte strandhuis. Didi maakt duidelijk dat ze binnenkort gaat trouwen en dat er in haar leven voor Stahr geen plaats is. De jonge producent krijgt te maken met een dronken scenarioschrijver en Cecilia, de dochter van zijn collega Pat Brady. Bovendien verlopen ook de onderhandelingen met Brimmer wegens Stahrs liefdesperikelen niet vlot. Wanneer Didi laat weten dat ze gaat trouwen, blijft Stahr met lege handen achter.

## Rolverdeling
| Acteur           | Personage      |
| ---------------- | -------------- |
| Robert De Niro   | Monroe Stahr   |
| Tony Curtis      | Rodriguez      |
| Robert Mitchum   | Pat Brady      |
| Jeanne Moreau    | Didi           |
| Jack Nicholson   | Brimmer        |
| Donald Pleasence | Boxley         |
| Ray Milland      | Fleishacker    |
| Dana Andrews     | Red Ridingwood |
| Ingrid Boulting  | Kathleen Moore |
| Peter Strauss    | Wylie          |
| Theresa Russell  | Cecilia Brady  |
| John Carradine   | de gids        |
| Anjelica Huston  | Edna           |

## Thema
- Zowel de film als de roman waarop hij gebaseerd is, draaien rond de thema's "onafgewerkte ambities" en "teleurstellende liefdes". Het onafgewerkte strandhuis van Monroe Stahr is dan ook een voorbeeld van een onafgewerkte ambitie van de jonge producent. Cecilia, die gevoelens heeft voor Stahr, is ontgoocheld wanneer zij merkt dat Stahr iets voelt voor Didi. Maar ook de relatie tussen Didi en Stahr lijkt nooit echt te werken.
- Deze thema's lagen zowel de regisseur, Elia Kazan, als schrijver F. Scott Fitzgerald nauw aan het hart. Fitzgerald werkte de roman nooit af en het was, net als de film voor Kazan, zijn laatste werk.

## Academy Award-nominatie
- 1977 - Gene Callahan, Jack T. Collis, Jerry Wunderlich - Best Art Direction-Set Decoration

## Feiten
- Het personage van Monroe Stahr is gedeeltelijk gebaseerd op Hollywoodproducent Irving Thalberg.
- The Last Tycoon was het film- en acteerdebuut van Theresa Russell (Cecilia Brady).
- Mike Nichols werd als eerste aangewezen om de film te regisseren. Hij wilde Dustin Hoffman voor de rol van Monroe Stahr.
- Producent Sam Spiegel en regisseur Elia Kazan werkten eerder ook al nauw samen aan On The Waterfront. Die film leverde zowel Spiegel als Kazan een Oscar op.
- Al Pacino weigerde de hoofdrol in deze film.
- Producent Spiegel wilde Jack Nicholson als Stahr, maar Kazan wilde absoluut Robert De Niro. Nicholson kreeg uiteindelijk de rol van Brimmer.